# Ernesto Laclau
Ernesto Laclau, född 6 oktober 1935 i Buenos Aires, död 13 april 2014 i Sevilla, Spanien, var en argentinsk statsvetare och professor vid University of Essex. Han utmärkte sig som postmarxistisk politisk teoretiker och filosof.

## Biografi
Laclau studerade historia i Buenos Aires och avla examen vid Universidad de Buenos Aires 1964 och doktorsexamen vid från University of Essex 1977.
Sedan 1986 tjänstgjorde han som professor i politisk teori vid University of Essex, där han under många år grundade och ledde doktorandprogrammet i ideologi och diskursanalys, samt Center for Theoretical Studies in the Humanities and the Social Sciences. Under hans ledning har programmet Ideology and Discourse Analysis tillhandahållit en forskningsram för utveckling av en distinkt typ av diskursanalys som bygger på poststrukturalistisk teori (särskilt Ferdinand de Saussures och Jacques Derridas arbeten), postanalytiskt tänkande (Ludwig Wittgenstein och Richard Rorty) och psykoanalys (främst Jacques Lacans teorier) för att tillhandahålla innovativ analys av konkreta politiska fenomen, såsom identiteter, diskurser och hegemonier. Denna teoretiska och analytiska orientering är idag känd som "Essexskolan" (Essex School of discourse analysis).
Under sin karriär höll Laclau omfattande föreläsningar vid många universitet i Nordamerika, Sydamerika, Västeuropa, Australien och Sydafrika. Senast hade han positioner vid University at Buffalo och Northwestern University, båda i USA.
Under sina senare år hade han nära band till det argentinska socialistiska förbundet (spanska: Confederación Socialista Argentina), och i Argentina är han förknippad med peronismen. Laclau dog av en hjärtinfarkt i Sevilla 2014.

## Arbete
Laclaus tidiga arbete påverkades av den althusserianska marxismen, och fokuserade på frågor som debatterades inom neo-marxistiska kretsar på 1970-talet, såsom statens roll, kapitalismens dynamik, vikten av att bygga folkrörelser och möjligheten till revolution. Laclaus mest betydelsefulla bok är Hegemonin och den socialistiska strategin (Hegemony and Socialist Strategy, 1985), som han skrev tillsammans med Chantal Mouffe. Den ståndpunkt som presenteras i denna bok beskrivs vanligtvis som postmarxistisk, eftersom den förkastar (a) marxistisk ekonomisk determinism och (b) uppfattningen att klasskamp är den viktigaste motsättningen i samhället. I sin introduktion till den andra upplagan från 2001 kommenterade Laclau och Mouffe denna etikett och accepterar att deras arbete kunde kallas ”postmarxistiskt”, då de tar avstånd från centrala ståndpunkter i traditionell västerländsk marxism, men behåller liknande tankegångar och idéer. En viktig innovation i Hegemonin och den socialistiska strategin var Laclaus och Mouffes argument att vänsterrörelser behöver bygga allianser med en mängd olika grupper om de ska lyckas och etablera en vänsterpolitisk hegemoni. I bokens sista kapitel förespråkades ett projekt för en ”radikal och pluralistisk demokrati”, där man accepterar vikten av värderingar som frihet och jämlikhet, men kämpar för vad termerna betyder.
I Hegemonin och den socialistiska strategin erbjöd Laclau och Mouffe också en konstruktivistisk redogörelse för begreppet diskurs. Genom att dra nytta av Wittgensteins senare arbete hävdade de att sociala enheter endast blir meningsfulla genom diskursiv artikulation. Som sådan är innebörden av något aldrig förutbestämt, utan konstrueras istället genom sociala metoder. Laclau använde därefter denna redogörelse för att ompröva diskursbegreppet och argumentera för att alla politiska identiteter är diskursiva – även om de av individer upplevs som ”naturliga” (till och med till den punkt där ens identitet överhuvudtaget inte erkänns som en identitet).
I sina senare verk återvände Laclau till ett ämne som var utbrett i hans tidigaste skrifter: populism. I On Populist Reason (2005) behandlar Laclau populismens natur i den politiska diskursen, skapandet av ett populärt hegemoniskt block definierat utifrån ”folket”, och betydelsen av påverkan i politiken. På grundval av sitt tidigare arbete hävdade Laclau att populismens grund ligger i skapandet av ”tomma signifikatorer”: begrepp och idéer som uttrycker en universell uppfattning om rättvisa, och bildar symboliska strukturer i den politiska miljön. Mot de som ser populism som ett hot mot demokratin hävdade Laclau att den snarare är en väsentlig del av den.

## Laclaus förhållande till Slavoj Žižek
Laclau är känd för sin långvariga dialog med den slovenske filosofen och psykoanalytikern Slavoj Žižek. Denna går tillbaka till åtminstone 1989, då Laclau skrev inledningen till Žižeks första bok på engelska, The Sublime Object of Ideology. Žižeks uppsats ”Beyond Discourse Analysis”, som publicerades i Laclaus New Reflections on the Revolutions of Our Time (1990), formulerar en psykoanalytisk kritik av Laclaus arbete. År 2000 publicerade Laclau, Žižek och Judith Butler trepartsmötet Contingency, Hegemony, Universality: Contemporary Dialogues on the Left, där var och en svarade på de andras verk i en uppsatscykel. Även om Žižek och Laclau noterade sina likheter och ömsesidiga respekt för varandra, uppstod betydande politiska och teoretiska skillnader mellan alla tre. Efter flera publikationer i början av 2000-talet skrev Laclau i On Populist Reason (2005) att Žižek hade en opraktisk och förvirrad inställning till politik, och beskrev honom som ”väntandes på marsianerna”. Deras oenighet eskalerade i tidskriften Critical Inquiry 2006, när de i en uppsättning essäer argumenterade på ett alltmer fientligt sätt om politisk handling, marxism och klasskamp, Hegel, populism och det lacanska reala (le réel). I en senare intervju med David Howarth från 2014 uttalade Laclau att hans förhållande till Žižek hade försämrats på grund av att den senare antog en ”häftig ultra-vänsterposition, inslagen i barnslig leninism”.